# 844 (szám)
A '844 (római számmal: DCCCXLIV) egy természetes szám.

## A szám a matematikában
A tízes számrendszerbeli 844-es a kettes számrendszerben 1101001100, a nyolcas számrendszerben 1514, a tizenhatos számrendszerben 34C alakban írható fel.
A 844 páratlan szám, összetett szám, kanonikus alakban a 22 · 2111 szorzattal, normálalakban a 8,44 · 102 szorzattal írható fel. Hat osztója van a természetes számok halmazán, ezek növekvő sorrendben: 1, 2, 4, 211, 422 és 844.
A 844 négyzete 712 336, köbe 601 211 584, négyzetgyöke 29,05167, köbgyöke 9,45034, reciproka 0,0011848.